# Hans von Gemmingen († 1409)
Hans von Gemmingen († 1409) entstammte dem Ast der Velscher der Freiherren von Gemmingen. Er war speyrischer Amtmann, stiftete 1374 den Johannis-Altar in Gemmingen und trat später insbesondere in Zusammenhang mit dem Speyrer Bischof Raban von Helmstatt in Erscheinung.

## Leben
Er war einer der Söhne des älteren Schweickardt von Gemmingen († 1371) und erscheint 1370 als Bürge für Hans von Schmalenstein und seine zwei Söhne in einer Urkunde des Pfalzgrafen Ruprecht betreffs Burg und Dorf Weingarten. 1372 bürgte er für seinen Vetter Albrecht von Gemmingen gen. von Hoven. 1374 stiftete er den Johannis-Altar in Gemmingen. 1394 versetzten Konrad von Schmalenstein und seine Gattin Ellichin von Wartenberg ihre hälftigen Anteile an Lutolzheim und Ruchsheim an Hans und Georg von Gemmingen für 1500 Gulden. 1395 zählte Hans zu den Räten des Bischofs Nikolaus von Speyer beim Schiedsgericht zwischen dem Bischof und dem Domkapitel in Heidelberg. 1397 begleitete er als Amtmann Bischof Raban von Speyer zur Bestätigung der Freiheiten der Landauer nach Kirrweiler. 1397 bürgte er für Bischof Raban, als dieser 1500 Gulden von der Stadt Speyer lieh. 1399 kam Bischof Raban mit Hans und seinem Neffen Georg überein, die ihnen verpfändete wüste Altenburg bei Bruchsal (heute zu Karlsdorf-Neuthard) wiederherstellen zu lassen. Am 14. Oktober 1399 erhielt Hans eine Vollmacht von Bischof Raban, in dessen Abwesenheit die bischöflichen Lehen zu reichen und Huldigungen entgegenzunehmen. 1401 wurde diese Vollmacht erneuert und auch auf Hans von Helmstatt ausgedehnt. 1403 bat Hans von Gemmingen Bischof Raban, das ihm aufgetragene Burglehen in Kestenberg an seinen Neffen Georg zu übertragen. 1408 erbaten Hans und Georg von Gemmingen die 1000 Gulden Pfand zurück, für die sie die Altenburg sowie die Dörfer Neidhard und Büchelau besaßen. Das Pfand kam darauf an Zürich von Hornberg.

## Familie
Nachkommen:
- Adelheid ⚭ Gerhard von Ehrenberg
- Anna ⚭ Eberhard von Hoegensteyn
- Ravan ⚭ Christine von Frauenberg